# António Óscar Barbosa
António Óscar Barbosa conhecido por Cancan é um político guineense. Foi ministro das Obras Públicas, Construção e Urbanismo no governo de inclusão de Aristides Gomes em 2018. É membro e dirigente do PAIGC.

Foi Ministro da Energia dos Recursos Naturais em 2009, conselheiro do Presidente da Assembleia Nacional Popular em 2016.